# Oospila sellifera
Oospila sellifera là một loài bướm đêm trong họ Geometridae.